# Чона
Чона (якут. Чуона өрүс) — річка в Східному Сибіру Росії, протікає по території Іркутської області та Республіки Саха (Якутія). Права притока річки Вілюй. Належить до водного басейну Лени → моря Лаптєвих.

## Географія
Річка бере свій початок в південній частині Середньосибірського плоскогір'я, на висоті ~510 м над рівнем моря. У верхів'ї тече в північному — північно-східному, в середині - в північно-східному, а в пониззі, знову в північному — північно-східному напрямках. Впадає у Вілюйське водосховище річки Вілюй із її правого берега, за 1510 км від її гирла. В нижній течії русло річки на 170 км затоплене затокою Чона, Вілюйського водосховища.
Довжина річки — 802 км, площа басейну — 40600 км². Середній похил становить — 0,33 м/км. Живлення в основному снігове та дощове. Замерзає в жовтні, розкривається в травні. Внаслідок безлічі порогів річка Чона несудноплавна і може використовуватися тільки для лісосплаву.
Береги річки практично не заселені. Іноді зустрічаються споруди для тимчасового проживання мисливців — зимники.

## Гідрологія
Спостереження за водним режимом річки Чони проводилось протягом 25 років (1974–1999) на станції Чона, розташованої за 296 км від гирла, впадіння її у Вілюй. Середньорічна витрата води яка спостерігалася тут за цей період становила 86,89 м³/с для водного басейну 21 000 км², що становить близько 52% від загальної площі басейну річки. За період спостереження встановлено, що річка розкривається в першій половині травня, замерзає в жовтні. Час повеней триває із травня по липень, межень з кінця листопада до кінця березня. Мінімальний середньомісячний стік за весь період спостереження становив 1,88 м³/с (у березні), що становить всього 0,3% від максимального середньомісячного стоку, який відбувається у травні місяці та становить — 642 м³/с і вказує на надзвичайно високу амплітуду сезонних коливань.
За період спостереження, абсолютний мінімальний місячний стік (абсолютний мінімум) становив 0,50 м³/с (у лютому 1986 року), абсолютний максимальний місячний стік (абсолютний максимум) становив 908 м³/с (у травні 1978 року).
Спостереження за водним режимом річки Чони, яке проводилось протягом 31 року (1974–1999) на станції Тую-Кгая, розташованої всього за 69 км від гирла, впадіння її у Вілюй. Середньорічна витрата води яка спостерігалася тут за цей період становила 118,71 м³/с для водного басейну 37 700 км², що становить близько 93% від загальної площі басейну річки. Величина прямого стоку в цілому по цій частині басейну становить — 99 міліметра на рік, що може розглядатися як середня, і відповідає вимірам на більшості річок, лівих приток середньої течії Лени.

## Притоки
Річка Чона приймає близько вісімдесяти приток, довжиною понад 10 км. Найбільших із них, довжиною понад 50 км — 10 шт (від витоку до гирла):
| Назва притоки | Довжина,(км) | Площа водозбірного басейну, (км²) | Відстань від гирла Чони, (км) | Витрата води,(м³/с) |
| ліві притоки  | ліві притоки | ліві притоки                      | ліві притоки                  | ліві притоки        |
| ------------- | ------------ | --------------------------------- | ----------------------------- | ------------------- |
| Сикилі        | 98           | 989                               | 334                           |                     |
| Юкталі        | 62           | 1 090                             | 296                           |                     |
| Мархая        | 109          | 3 580                             | 261                           |                     |
| Кучааки       | 97           | 1 160                             | 123                           |                     |
| Д'єкінде      | 158          | 2 380                             | 72                            |                     |
| Д'єлінде      | 122          | 1 660                             | 57                            |                     |
| праві притоки |              |                                   |                               |                     |
| Вакунайка     | 362          | 10 100                            | 300                           |                     |
| Нижня Юкталі  | 70           | 763                               | 252                           |                     |
| Ічода         | 105          | 2 930                             | 148                           |                     |
| Улахан-Таас   | 54           | 595                               | 140                           |                     |